# Ljubow Syrota
Ljubow Makariwna Syrota (ukrainisch Любов Макарівна Сирота, wiss. Transliteration Ljubov Makarivna Syrota; * 21. Juni 1956 in Irtischesk, Kasachische SSR, Sowjetunion) ist eine ukrainische Dichterin, Schriftstellerin, Übersetzerin, Publizistin und Dramaturgin. Ihre Werke befassen sich vor allem mit den Folgen der Katastrophe von Tschernobyl und dem seit der Unabhängigkeit der Ukraine im Jahr 1992 andauernden Kampf zu einem selbstbestimmten Dasein der ukrainischen Nation. Seit dem Beginn des Angriffskrieges Russlands auf die Ukraine lebt Syrota in Klagenfurt am Wörthersee in Österreich.

## Leben
Ljubow Syrota wurde am 21. Juni 1956 in der Kasachischen SSR geboren und verbrachte ihre Kindheit und Jugend in Frunse (heute: Bischkek), Hauptstadt der damaligen Kirgisischen SSR. Im Jahr 1975 zog Syrota mit ihren Eltern in die Ukraine – deren ursprüngliche Heimat, aus der sie aber aufgrund der stalinistischen Deportationen ausgesiedelt wurden – und begann ein Studium der Philologie an der Dnipropetrowsker Staatlichen Universität.
Syrota arbeitete als Leiterin des literarischen Vereins „Poisk“ in der Stadt Komsomolsk in der Oblast Poltawa und leitete ab 1983 den Literaturverband „Prometei“ im Kulturhaus der Stadt Prypjat, wo sie vor der Katastrophe von Tschernobyl mit ihrem Sohn Alexander lebte.
Nach der Katastrophe von Tschernobyl initiierte Ljubow Syrota die Gründung eines Vereins von ehemaligen Bewohnern der Stadt Prypjat. Ziel dieses Vereins war es, den Betroffenen der Katastrophe von Tschernobyl – vor allem aber den ehemaligen Bewohnern der Stadt Prypjat und jenen Menschen, die durch die Katastrophe ihre Heimat verlassen mussten – eine Stimme zu geben. Für ihre herausragenden poetischen und filmischen Beiträge wurde sie mit dem Alexander-Boitschenko-Preis ausgezeichnet.
Bis zum Jahr 1992 war sie als Redakteurin im Oleksandr-Dowschenko-Filmstudio in Kiew tätig. Durch die hohe Strahlenbelastung, der Syrota ausgesetzt war, konnte sie ihre berufliche Tätigkeit nur eingeschränkt fortsetzen, ist aber bis heute in der Literaturszene aktiv.

## Werk
Syrota begann früh, Gedichte zu schreiben und war in ihrer Jugend Mitglied des Literaturverbunds „Gorny Zori“. Ihre ersten Werke wurden in der kirgisischen Presse veröffentlicht.
In Prypjat inszenierte Syrota ihre ersten beiden experimentellen Theaterstücke, das musikalisch-poetische Werk Wir konnten einander nicht nicht finden und ein Stück über Marina Zwetajewa mit dem Titel Meine Spezialität ist das Leben.
Vor der Tschernobyl-Katastrophe wurden die Werke von Syrota in Sammelbänden und Zeitungen wie Prawda Ukrajiny, Literaturna Ukrajina, in Magazinen wie Ukrajina, Dnipro und anderen Medien der ehemaligen UdSSR und der Ukraine veröffentlicht. Nach der Veröffentlichung des Buches Nosha und des Films Tschernobyl – Die Schwelle, bei dem sie Mitautorin und eine der Hauptfiguren war, wurde die Arbeit von Syrota weltweit bekannt. Tschernobyl – Die Schwelle war einer der ersten Filme, die in Zeiten von Glasnost und Perestroika die Geschehnisse rund um die Katastrophe von Tschernobyl in dokumentarischer Form aufarbeiten konnten. Der Film beschäftigt sich vor allem mit den sozialen Konsequenzen, die die Katastrophe von Tschernobyl nach sich zog und verurteilte erstmals öffentlich das Versagen des kommunistischen Machtapparates.
Hugo Persi, Professor für russische Literatur an der Universität von Bergamo, widmete einen Großteil seiner wissenschaftlichen Abhandlung über die ökologische Ausrichtung der russischen Literatur der Analyse der Poesie von Syrota. Er betonte vor allem, dass besonders ihren Sammelband „Nosha“ eines der ersten Werke sei, das auf eine der Menschheit bevorstehende ökologische Katastrophe aufmerksam macht. Besonders hob er aber das Gedicht Radiophobie hervor und bezeichnete es als ethisch-ökologischen Kern des gesamten Sammelbandes. Das Gedicht „Radiophobie“ wurde im Film „Tschernobyl – Die Schwelle“ sowie in zahlreichen Radiosendungen vorgestellt. Es diente auch als Inspiration für den spanischen Filmemacher Julio Soto, den Regisseur des Films Radiophobia.
Ein weiteres wichtiges Werk Syrotas erschien im Jahr 2009 unter dem Titel Pripyatskiy Sindrom („Das Prypjat-Syndrom“). Dieses wurde bisher ins Ukrainische und Englische übersetzt.
In den folgenden Jahren veröffentlichte Syrota einige weitere wichtige Werke, so 2011 Angelu Pripyati („Für den Engel von Prypjat“), 2013 U Perechoda („An der Unterführung“ – sinngemäß bezieht sich der Titel des Werkes aber nicht auf eine Unterführung, sondern viel mehr auf die Parallelwelt, die in den Staaten der ehemaligen Sowjetunion in diesen Straßenunterführungen entstanden ist) und 2016 eine Neuauflage des Werkes Pripyatskiy Sindrom („Das Prypjat-Syndrom“).
Im Jahr 2022 musste Syrota nach der russischen Invasion in der Ukraine und einer anderthalbmonatigen Besetzung ihres Wohnortes durch das russische Militär ihre Heimat verlassen und lebt derzeit in Klagenfurt am Wörthersee in Österreich.
Im August 2022 nahm sie als Vortragende am 75. Jubiläum des Edinburgh International Film Festival teil. Dort sprachen schottische und internationale Dichter über die katastrophalen humanitären Folgen und Umweltauswirkungen, die sich aus der russischen Invasion der Ukraine ergeben.
Am 7. Januar 2023 wurde Syrotas Werk auf der Tagung der Modern Language Association of America (MLA) in San Francisco präsentiert.